# Performance (Risikomanagement)
Unter dem Anglizismus Performance (deutsch Leistung, Erfolg) ist in der Betriebswirtschaftslehre ein Maß der Zielerreichung zu verstehen.
Während unter Produktivität das Verhältnis von realer Ausbringungsmenge (englisch output) zu realer Einsatzmenge (englisch input) verstanden wird, stellt die Performance das Verhältnis von tatsächlichem Output zu einem festgelegten (Standard-)Output bezogen auf die Einsatzmenge dar. Somit beinhaltet die Performance eine Bewertung des Ergebnisses und des Einsatzes mit jeweils relevanten Zielen, Standards oder Referenzen. Die Performance ist mithin die Fähigkeit eines Systems (wie einem Unternehmen), in quantitativer oder qualitativer Hinsicht bestimmte Aufgaben in einer feststehenden Zeiteinheit (Rechnungsperiode) erfüllen zu können. Die Messgröße Performance gewinnt somit auch einen Potenzialcharakter, die in Unternehmen durch das Performance Management wahrgenommen wird. Der Unterschied zur (absoluten) Wirtschaftlichkeit liegt in der fehlenden monetären Erfassung der Handlungsergebnisse und des Mitteleinsatzes. Performance ist somit als ein Maß der Zielerreichung zu interpretieren.

## Definition in der Finanzwirtschaft
Performance bezeichnet im Bereich des Risikomanagements den Überschuss der erzielten Anlagerendite über eine vergleichbare, adäquate Benchmarkrendite. Die Renditedifferenz wird dabei durch die Division mit einem Risikomaß normiert. Die Performance ist im weitesten Sinne eine perspektivische Schätzgröße zur Erfolgsbewertung von Kapitalanlagen. Komponenten hierbei sind beobachtete Rendite und erwartetes Risiko des Assets.
Die Formel für die Berechnung im Allgemeinen lautet: 
{\displaystyle Performance={\frac {{\text{Anlagerendite}}-{\text{Benchmarkrendite}}}{\text{Risikomaß}}}}.
Bei Aktien wird die Benchmarkrendite häufig über einen Aktienindex vorgegeben. Je nachdem, ob sich eine Aktie besser, gleich oder schlechter als die Benchmark entwickelt, wird sie Outperformer, Marketperformer oder Underperformer genannt. Trifft ein Finanzanalyst diese Aussage über eine Aktie zukunftsgerichtet, korrespondiert dies mit der Empfehlung, die Aktie zu kaufen, zu halten oder zu verkaufen.
Diese Einstufung ergibt sich auch aus dem Alphafaktor für alle zinstragende Finanzprodukte und Finanzinstrumente:
| {\displaystyle \alpha }-Faktor | Bedeutung                                     | Fachausdruck             |
| ------------------------------ | --------------------------------------------- | ------------------------ |
| {\displaystyle \alpha =0}      | die Aktienrendite entspricht der Marktrendite | englisch Marketperformer |
| {\displaystyle \alpha >0}      | die Aktienrendite ist eine Überrendite        | englisch Underperformer  |
| {\displaystyle \alpha <0}      | die Aktienrendite ist eine Minderrendite      | englisch Overperformer   |

Der Alphafaktor ist auf dem vollkommenen Kapitalmarkt gleich Null, denn diese Marktform kennt nur einen einheitlichen Marktpreis. Beim unvollkommenen Kapitalmarkt ist ein positives Alpha eine vom systematischen Risiko einer Aktie zusätzliche Rendite (Überrendite), so dass der Alphafaktor eine Underperformance dieser Aktie am Aktienmarkt angibt. Ein negativer Alphafaktor indiziert eine Minderrendite, die unterhalb der Marktrendite liegt und bedeutet Überbewertung.

## Attributionsanalyse
Mittels der Attributionsanalyse lässt sich die Performance des Portfoliomanagements messen. Ausgangspunkt ist die Frage, aus welchen Komponenten sich das Gesamtergebnis zusammensetzt.
Die Leistung lässt sich in drei Bestandteile aufgliedern:
- marktbedingt: Es handelt sich hier um eine passive Leistung, die anhand der Entwicklung eines Benchmarks nachzuvollziehen ist.
- strukturbedingt: Entscheidung hinsichtlich der Wechselkursentwicklung oder der Performance-Entwicklung verschiedener Märkte.
- technisch bedingt: durch Über- und Untergewichtung einzelner Aktien.

## Performance-Maße

### Allgemeines
Performance-Maße sind Kennzahlen zur Beurteilung einzelner Geschäfte oder ganzer Unternehmen. Es kann zwischen risikoadjustierten Kennzahlen und jenen, die nur Erträge berücksichtigen, unterschieden werden. Letztere sind eigentlich Ertragsmaßstäbe und keine Performancemaße im engeren Sinn (Beispiele: Return on Investment (ROI). Betriebswirtschaftliche Kennzahlen sind beispielsweise die Eigenkapitalrendite (ROE, Return on Equity) und die Gesamtkapitalrendite (ROA, Return On Assets)).
Ein risikoadjustiertes Performancemaß ergibt sich formal durch die Kombination des Erwartungswerts des Ergebnisses (z. B. des Gewinns, Cashflows oder Rendite) mit einem zugehörigen Risikomaß (z. B. Standardabweichung des Ergebnisses).
Eine Performancemessung kann ex ante oder ex post durchgeführt werden. Ein ex ante-Performancemaß dient dabei als prognostizierter Erfolgsmaßstab der Entscheidungsvorbereitung, z. B. für eine Sachinvestition oder Geldanlage. Dabei wird der Unsicherheit jeder Zukunftsprognose (über eine Ergebnisgröße {\displaystyle X}), die Grundlage der ökonomischen Entscheidung ist, explizit Rechnung getragen. Solche Performancemaße sind daher Kennzahlen, die sich aus der Kombination (operationalisiert durch eine Funktion f(..) des erwarteten Ergebnisses {\displaystyle E(X)} (z. B. erwarteter Gewinn)) mit einem geeigneten Risikomaß {\displaystyle R(X)} wie Standardabweichung oder Value at Risk ergeben. Das Risikomaß zeigt dabei den Umfang möglicher Planabweichungen.
{\displaystyle P(X)=f(E(X),R(X))}.
Im einfachsten Fall ergibt sich das Performancemaß {\displaystyle P(X)} für den unsicheren Gewinn {\displaystyle X} indem man den Erwartungswert {\displaystyle E(X)} durch einen Risikoabschlag reduziert, der unmittelbar abhängig ist vom Risikomaß {\displaystyle R(X)} also z. B. von Standardabweichung oder Value-at-Risk (des Gewinns). Beispiel:
{\displaystyle P(X)=E(X)-a\cdot R(X)}.
Das Abziehen des Risikoabschlags {\displaystyle a\cdot R(X)} vom Erwartungswert entspricht dem Vorgehen bei der Bestimmung sogenannter Sicherheitsäquivalente (Sicherheitsäquivalent), die ausdrücken, welche sicheres Ergebnis aus Sicht des Bewertenden äquivalent ist zum unsicheren Ergebnis {\displaystyle X}. Wählt man als Risikomaß beispielsweise den Eigenkapitalbedarf, kann man die Größe {\displaystyle a}, den „Preis des Risikos“, interpretieren als kalkulatorische Zusatzkosten für das Eigenkapital. Damit entspricht der Risikoabschlag gerade den kalkulatorischen Eigenkapitalkosten oder Wagniskosten.

### Risikoadjustierte Performance-Maße
Die wichtigsten risikoadjustierten Performance-Maße sind:
- Jensen-Alpha: Überrendite bezüglich eines Portfolios mit gleichem Beta-Risiko auf der Wertpapiermarktlinie,

{\displaystyle \alpha _{PF}=\mu _{PF}-[r+(\mu _{M}-r)\beta _{PF}]}
- Sharpe-Quotient: Überrendite relativ zum Gesamtrisiko. Entscheidung von individueller Risikoneigung abhängig. Es besteht ein Trade-off zwischen Diversifikation und Überrendite.

{\displaystyle SR(PF)=P_{PF}^{S}={\frac {\mu _{PF}-r}{\sigma _{PF}}}}
Gesamtrisiko als Risikokennzahl, auf die die Prämie bezogen wird. Geeignet für breit diversifizierte Portfolios.
- Treynor-Quotient: Überrendite relativ zum eingegangenen Beta-Risiko:

{\displaystyle TR(PF)=P_{PF}^{T}={\frac {\mu _{PF}-r}{\beta _{PF}}}}
Systematisches Risiko in Form des Betafaktors als Risikokennzahl, auf die die Prämie bezogen wird. Geeignet zur Risikobewertung des Beitrags eines Teilportfolios zum Gesamtportfolio.
Der Sharpe- und der Treynor-Quotient sind Kennzahlen, welche eine Überschussgröße zu einer Risikogröße ins Verhältnis setzen. Dies folgt dem Konzept der relativen Deckungsspannen, welches zur Entscheidung von Planungsproblemen mit Engpass gebraucht wird. Treynor-Quotient und Jensen-Alpha sind aus dem Capital Asset Pricing Model (CAPM) abgeleitet. Damit unterliegen sie auch der Kritik, die an diesem Kapitalmarktmodell geäußert werden.
Die Risikoprämie des Finanztitels {\displaystyle x} steht im Zähler. Es ist die Differenz zwischen der Rendite {\displaystyle r_{x}} und dem risikolosen Zins {\displaystyle i}.
Einen Überblick über alle risikoadjustierten Performancemaße bietet die folgende Tabelle (Zählergröße ist jeweils die Überrendite):
| Risikomaß (Nennergröße)           | Risikomaß (Nennergröße)        | Performance-Maß                |
| --------------------------------- | ------------------------------ | ------------------------------ |
| Standardabweichung                | Standardabweichung             | Sharpe-Quotient                |
| Lower Partial Moments der Ordnung | 1                              | Omega                          |
|                                   | 2                              | Sortino Ratio                  |
|                                   | 3                              | Kappa 3                        |
| Drawdown (Kursverlust)            | maximaler Kursverlust          | Calmar Ratio                   |
|                                   | durchschnittlicher Kursverlust | Sterling Ratio                 |
|                                   | Varianz                        | Burke Ratio                    |
| Value at Risk                     | Standard                       | Excess Return on Value at Risk |
|                                   | Conditional                    | Conditional Sharpe-Ratio       |
|                                   | Modified                       | Modified Sharpe-Ratio          |

### Performance-Maße im Bankenbereich
Bankgeschäfte werden sequentiell und in unterschiedlichen Organisationseinheiten abgeschlossen. Dies erfordert ein Steuerungssystem, das die Risikosituation (Risikokapital) sowie knappe Ressourcen (aufsichtsrechtliche Eigenmittel) berücksichtigt. Damit sollen nur Geschäfte abgeschlossen werden, die insgesamt positiv zu bewerten sind.

#### RAPM (risikoadjustierte Performance-Maße)
Hier werden verfeinerte risikoadjustierte Performance-Maße (RAPM) verwendet. RAPM dienen zum Vergleich von Bankgeschäften mit unterschiedlichem Risikogehalt. Die Bewertung kann sich auf Finanztitel sowie Portefolios beziehen.
{\displaystyle RAPM={\frac {{\text{Einzahlungen}}-{\text{Auszahlungen}}-{\text{erwartete Verluste}}}{\text{Value at Risk}}}}
- Einzahlungen sind planmäßige Einzahlungen, die sich aus dem Kreditvertrag ergeben und von einem insolvenzfreien Verlauf des Kredits ausgehen.
- Auszahlungen hingegen umfassen die Kreditzahlung, Zinsen für die Refinanzierung des Kredites und die Zahlung für (kalkulatorische) Bearbeitung.
- Mit erwarteten Verlusten sind erwartete Ausfälle von Zins- und Tilgungszahlungen bezeichnet.
- Value at Risk ist das Risikokapital zur Deckung unerwarteter Verluste

Mittels RAPM ist der Vergleich zwischen einzelnen Bankgeschäften mit unterschiedlichem Risikogehalt möglich.

#### RORAC (Return on Risk Adjusted Capital)
{\displaystyle RORAC={\frac {\text{Nettoergebnis}}{\text{Risikokapital}}}}
{\displaystyle RAROC={\frac {\text{risikoadjustiertes Nettoergebnis}}{\text{Risikokapital}}}}
Zu beachten ist, ob Zähler und/oder Nenner risikoadjustiert sind. RA steht für risikoadjustiert, ROC für return on capital.
Nettoergebnis = Zinserlöse - Refinanzierungskosten
Für das Risikokapital wird entweder eine ökonomische oder regulatorische Kapitalgröße verwendet. Oft kommt hier der Value at Risk zum Einsatz. Damit werden die knappen Ressourcen berücksichtigt, durch die ein Überschuss erzielt werden soll.
Der Unterschied zwischen RAROC und RORAC ist, ob das Nettoergebnis risikoadjustiert wird oder nicht. Die Berücksichtigung von Standardrisikokosten ist dabei nicht ausreichend, da diese lediglich erwartete Verluste erfassen. Zusätzlich müssen für das risikoadjustierte Nettoergebnis die Kosten für das vorbehaltene Risikokapital, also die Vorsorge für unerwartete Verluste, in Abzug gebracht werden. Man entscheidet sich für die Geschäfte, die den höchsten RORAC bzw. RAPM-Wert haben.
Aus einem positiven RORAC lässt sich jedoch nicht automatisch schließen, dass der Abschluss des Geschäftes lohnend ist. Es muss nämlich auch eine Prämie für die Risikoübernahme gezahlt werden (englisch hurdle rate). In der Praxis wird die aus dem CAPM abgeleitete Marktrendite für {\displaystyle RORAC_{z}}, die sogenannte {\displaystyle HurdleRateRORAC_{z}}, verwendet.
Auf diese Weise lässt sich der RORAC in den RAROC überführen:
{\displaystyle RORAC-RORAC_{c}={\frac {{\text{Nettoergebnis}}-{\text{Risikokapital}}\cdot RORAC_{c}}{\text{Risikokapital}}}=}
{\displaystyle {\frac {\text{risikoadjustiertes Nettoergebnis}}{\text{Risikokapital}}}=RAROC={\text{Economic Value Added}}}
Das Risikokapital wird auf die Nettoergebnisse bezogen, es ist ein Engpassfaktor.
Eine Kreditvergabe ist wertschaffend, wenn ihr RAROC positiv ist.

## Stärkere Berücksichtigung von Risiko und Rendite
Aktuelle Anlässe haben dazu geführt, dass Risiko und Rendite stärkere Berücksichtigung in der Gesamtbanksteuerung finden.
- Umsetzung der Richtlinien zu Basel II in deutsches Recht und die dabei verbindliche risikoabhängige Eigenkapitalunterlegung von Krediten
- Übergreifende Banksteuerungssysteme werden zunehmend eingesetzt. Dabei werden Risikoarten gemeinsam betrachtet sowie risikoadjustierte Performancemaße eingeführt (RORAC).
- Verfügbarkeit integrierter IT-Systeme erlauben den Umgang mit Schnittstellen und Verwendung einer bankspezifischen Software.